# Eugenia subreticulata
Eugenia subreticulata är en myrtenväxtart som beskrevs av Auguste François Marie Glaziou. Eugenia subreticulata ingår i släktet Eugenia och familjen myrtenväxter. Inga underarter finns listade i Catalogue of Life.